# Il pipistrello (film 2003)
Il pipistrello è un film per la tv del 2003, diretto da Tina Protasoni. Coreografato da Roland Petit, è un balletto che usa le musiche di Johann Strauss II per mettere in scena in maniera molto libera la vicenda che nell'operetta Die Fledermaus è quella di un amico vendicativo al quale non è andato giù un vecchio scherzo e che ora vuole rendere pane per focaccia all'autore della burla. La coppia un po' in crisi formata in origine da Rosalinde e Eisenstein, nel balletto diventa quella di Bella e Johann, mentre l'amico Falke dell'operetta, il deus ex machina vendicativo della storia e anche il "pipistrello" che dà il titolo all'opera di Strauß, viene adombrato nel personaggio di Ulrich, amico e consigliere di Bella.

## Trama
Bella e Johann sono una coppia dell'alta borghesia nel vecchio Impero austro-ungarico. Lei è una mogliettina fedele, lui - a casa - ormai si annoia. Il suo desiderio di fuggire nelle dolci notti per andare a spassarsela lontano una sera diventa realtà: a Johann spuntano due ali da pipistrello che gli permettono di volarsene via.
La giovane moglie, allora, chiede consiglio a un amico di famiglia. Questi le suggerisce di travestirsi e di riconquistare il marito senza farsi riconoscere da lui. A un ballo in maschera al quale intervengono tutti quanti, Bella si presenta davanti a Johann nelle vesti di un'affascinante e misteriosa zingara. L'uomo resta intrigato da quella visione, vuole afferrarla ma lei gli sfugge. Ne nasce un tafferuglio e lui finisce in prigione. Bella chiede al direttore di lasciar andare il marito continuando però a non rivelare la propria identità. Sempre con la complicità dell'amico Ulrich, lei riprende il gioco seduttivo con Johann: approfittando della sua distrazione, Bella prende dalla borsa che le tende Ulrich un paio di forbici che le servono per tagliare le ali del pipistrello. Ormai domato, Johann ritornerà a casa dalla sposina. A chiudere in festa, un gran valzer finale suggella la riconciliazione della coppia.

## Produzione
Creato nel 1979 da Roland Petit per la moglie, la celebre ballerina Zizi Jeanmaire, il balletto è una libera trasposizione dell'operetta di Johann Strauß. Il film, prodotto da RAI Radiotelevisione Italiana, RaiTrade e Teatro alla Scala, venne girato in occasione della messa in scena del balletto al Teatro degli Arcimboldi di Milano nel dicembre 2003.